# Willem van Blijenburgh
Willem Peter Hubert van Blijenburgh (* 11. Juli 1881 in Zwolle; † 14. Oktober 1936 in Bilthoven) war ein niederländischer Fechter und Marineoffizier.

## Erfolge
Willem van Blijenburgh nahm an den Olympischen Zwischenspielen 1906 in Athen sowie an vier Olympischen Spielen teil. 1906 belegte er mit der Degen-Mannschaft Rang fünf und schied in den Einzelkonkurrenzen mit dem Florett, dem Degen und dem Säbel jeweils in der Vorrunde aus. Zwei Jahre darauf schied er in London abermals mit dem Degen und dem Säbel in der Vorrunde aus. 1912 in Stockholm kam er abermals mit dem Degen nicht über die Vorrunde hinaus, feierte aber in den Mannschaftskonkurrenzen Erfolge. Mit der Degen-Mannschaft erreichte er die Finalrunde, die er mit Jetze Doorman, Arie de Jong, George van Rossem und Leonardus Salomonson auf dem Bronzerang abschloss. Auch mit der Säbel-Equipe wurde er Dritter und gewann so mit Jetze Doorman, Arie de Jong, 
Hendrik de Iongh, George van Rossem und Dirk Scalongne eine weitere Bronzemedaille. Bei den Olympischen Spielen 1920 in Antwerpen schied er zum wiederholten Mal in der Vorrunde der Einzelkonkurrenz mit dem Degen aus, während er mit der Mannschaft Rang sieben belegte. Die Mannschaftskonkurrenz mit dem Säbel beendete er mit der niederländischen Equipe, die neben Van Blijenburgh noch Henri Wijnoldy-Daniëls, Jetze Doorman, Arie de Jong, Jan van der Wiel, Salomon Zeldenrust und Louis Delaunoij umfasste, hinter Italien und Frankreich erneut auf dem Bronzerang. 1924 scheiterte er in Paris mit dem Degen sowohl im Einzel als auch mit der Mannschaft in der Vorrunde.
Van Blijenburgh war Offizier der Koninklijke Marine. Er leitete die Sportschule der Marine am Marinehauptquartier in Den Helder und schrieb mehrere Bücher über Turnsport und Leibesertüchtigung. Er war der erste Niederländer, der einen PhD in Leibeserziehung erwarb.